# 出血性膀胱炎
出血性膀胱炎（しゅっけつせいぼうこうえん、英: Hemorrhagic cystitisまたはHaemorrhagic cystitis）とは、膀胱の広汎性炎症であり、排尿障害、血尿、出血を引き起こす。出血性膀胱炎は癌患者へのシクロホスファミドまたはイホスファミド投与あるいは放射線治療の合併症で最も多く発生するが、ウイルス感染症の結果として小児にも生じることがある。ウイルス感染症の場合は尿路感染症に分類される。

## 成因
出血性膀胱炎は化学療法（シクロホスファミドやイホスファミド）、放射線療法、感染で発生する。イホスファミドが原因であることが最も多い。放射線療法誘発性出血性膀胱炎の発生頻度は、シクロホスファミド誘発性出血性膀胱炎と同等か小さい。
アデノウイルス（特にサブグループBのセロタイプ11と21）は、小児のウイルス性急性出血性膀胱炎の原因として最も多いものであるが、BKウイルスでも同程度発生する。膣錠等の製剤が誤って尿道中に留置されると、出血性膀胱炎が起こり得る。カンジダ症の治療にゲンチアナバイオレットを用いた際の誤留置で出血が起こるが、治療の中止で自然軽快する。避妊薬の坐剤を尿道中に挿入した場合にも出血した例がいくつか報告されている。殺精子剤のノノキシノール9で膀胱が刺激されて出血したと考えられるケースもある。急性時には、膀胱への刺激を最小限にするために、アルカリ化した生理食塩水を大量に還流して膀胱を洗浄する。
臓器移植後・骨髄移植後の出血性膀胱炎は手技の不備による感染性ではないが、化学療法薬の直接効果、あるいは腎臓、尿管、膀胱に存在する休眠ウイルスの免疫抑制による活性化で発生する危険性がある。

## 診断
診断は病歴や検査に基づく。
免疫不全患者では尿中に膿が排出されるが、微生物は培養されない。小児では、尿をポリメラーゼ連鎖反応（PCR）シークエンスに掛けると、病原体の断片が検出される。
手順は男性と女性で若干異なる。尿の試験は現在では簡易に検査紙で、顕微鏡検査と同様の免疫反応検査ができる。正常なヒトの尿は無菌である。尿中の細菌または膿の存在は通常、感染症の存在を示す。尿潜血・血尿は、急性尿路感染症、腎疾患、腎結石、前立腺炎（男性）、子宮内膜症（女性）、尿路癌を示唆する。場合によっては、激しい運動（特に走者）で血尿が起こることがある。

## 治療
メスナは出血性膀胱炎の予防には有効であるが、出血してしまった状態では治療効果はない。放射線治療誘発性出血性膀胱炎の診断例に対しては治療薬はなく、時に死に至る腎不全を惹起し得る。
小児の出血性膀胱炎は通常数日で症状が消失する。
出血性膀胱炎の治療の第一段階は、血栓の排出である。膀胱の出口が閉塞すると、尿路性敗血症、膀胱破裂、腎不全が続発し得る。血餅の排出には内腔の広い膀胱カテーテルを用い、水または塩化ナトリウム水溶液で灌流する。水を用いると血餅溶解を促進できるので、水の方が好ましい。膀胱の過度の膨張や穿孔を起こさぬ様、ケアの際は注意が必要である。